# Peinture romantique
 (mai 2019).
Si vous disposez d'ouvrages ou d'articles de référence ou si vous connaissez des sites web de qualité traitant du thème abordé ici, merci de compléter l'article en donnant les références utiles à sa vérifiabilité et en les liant à la section « Notes et références ».
La peinture romantique est un courant pictural issu du romantisme qui s’étend environ de 1770 à 1870  et peut être divisé en trois périodes distinctes :
1. 1780-1822 ou préromantisme,
2. 1822-1843 ou l’apogée du romantisme,
3. 1843-1870 ou tradition post-romantique.

Chacune de ces périodes possède ses particularités.

## Contexte
Au XVIIIe siècle, l'influence française dans le domaine des arts s'étend à toute l'Europe. L'Angleterre tentera de s'affranchir de cette domination, mais sa différence se fait entendre principalement dans les domaines de la philosophie et de la jurisprudence. Vers 1770, de grands changements commencent à apparaître et on commence à en voir les manifestations dans le domaine de l'Art, et la France restera au cœur de ces bouleversements.
La découverte et l'exploration de Pompéi (1750) et d'Herculanum sont considérées par les historiens comme signifiant l'apparition du néoclassicisme. Pourtant, l'expression a été trouvée bien plus tard, en 1880, « pour désigner des objets d'art hybrides, à la changeante faveur commerciale ». Il s'agit principalement d'un retour fantasmé et imaginatif à l'antiquité gréco-romaine. En architecture, ce renouvellement par l'inspiration de modèles architecturaux antiques a pris très facilement en France. En sculpture également, Diderot admire Falconet et sa sculpture « passionnée », tandis que Houdon retrouve la dynamique de la Renaissance française. Ce retour à un style palladien aura un fort retentissement, notamment lors de l'émergence de formes artistiques propres au continent nord-américain : en 1770, ce type d'architecture « néo-palladienne » se combinera à des formes originales pour supplanter, en Amérique, le style architectural des colons. Le romantisme est considéré comme un art des temps anciens.

## 1780-1820 ou préromantisme

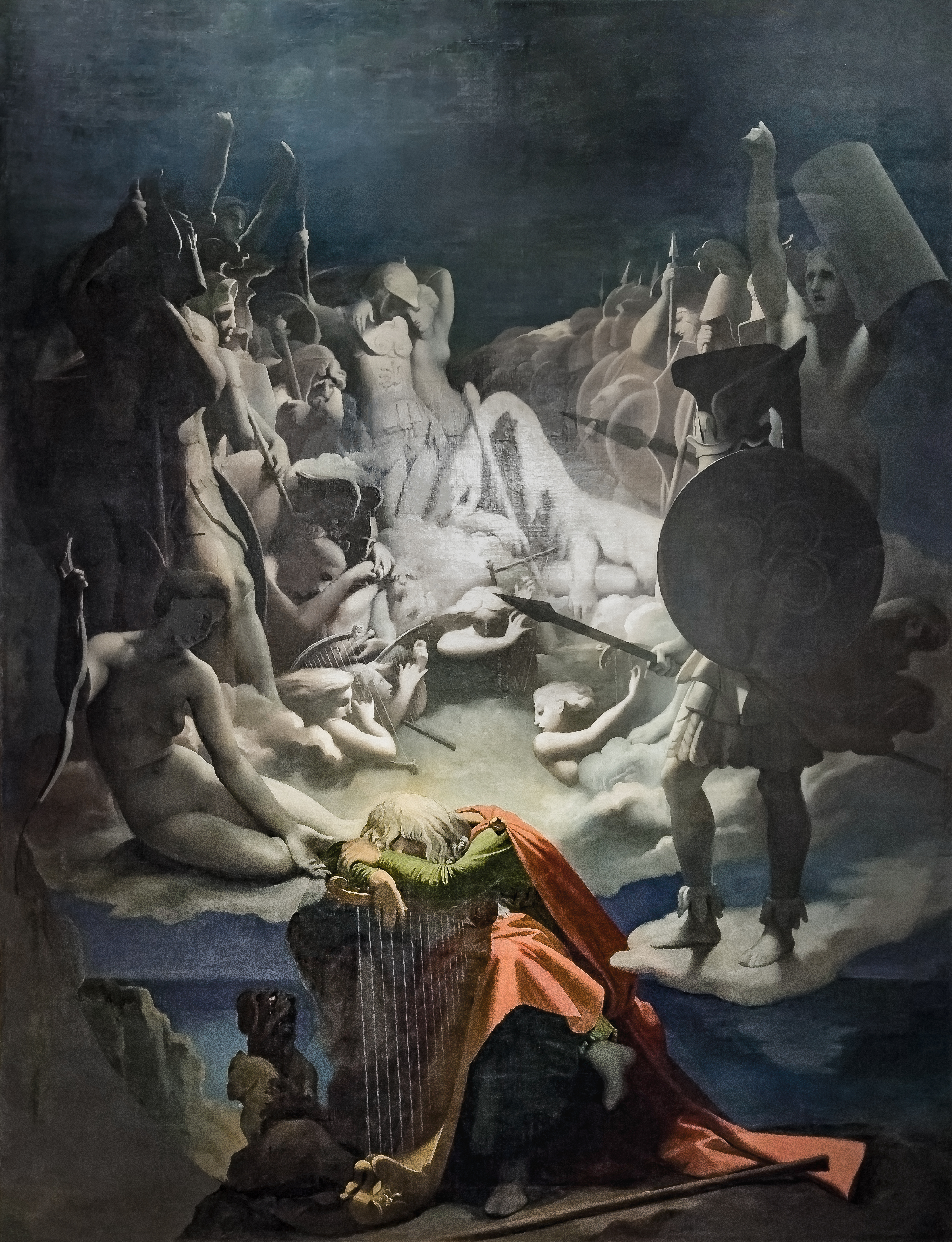
Jean Auguste Dominique Ingres (XIXe siècle) : Songe d’Ossian (1813).

Cette période est caractérisée par le fait qu’elle se développe en parallèle avec le néoclassicisme mais en opposition avec ce courant. C’est aussi à ce moment-là qu’apparaissent les nouvelles thématiques des légendes nordiques, de l’histoire moderne, du paysage en tant que reflet de l’âme. L'importance de l’Angleterre et de l’Allemagne est très grande.
Dans la peinture le romantisme trouve des prémices chez Johann Heinrich Wilhelm Tischbein, Joseph Wright of Derby, Joshua Reynolds, Caspar Wolf, Giovanni Battista Piranesi, Hubert Robert ou Claude Joseph Vernet.

### L’Angleterre

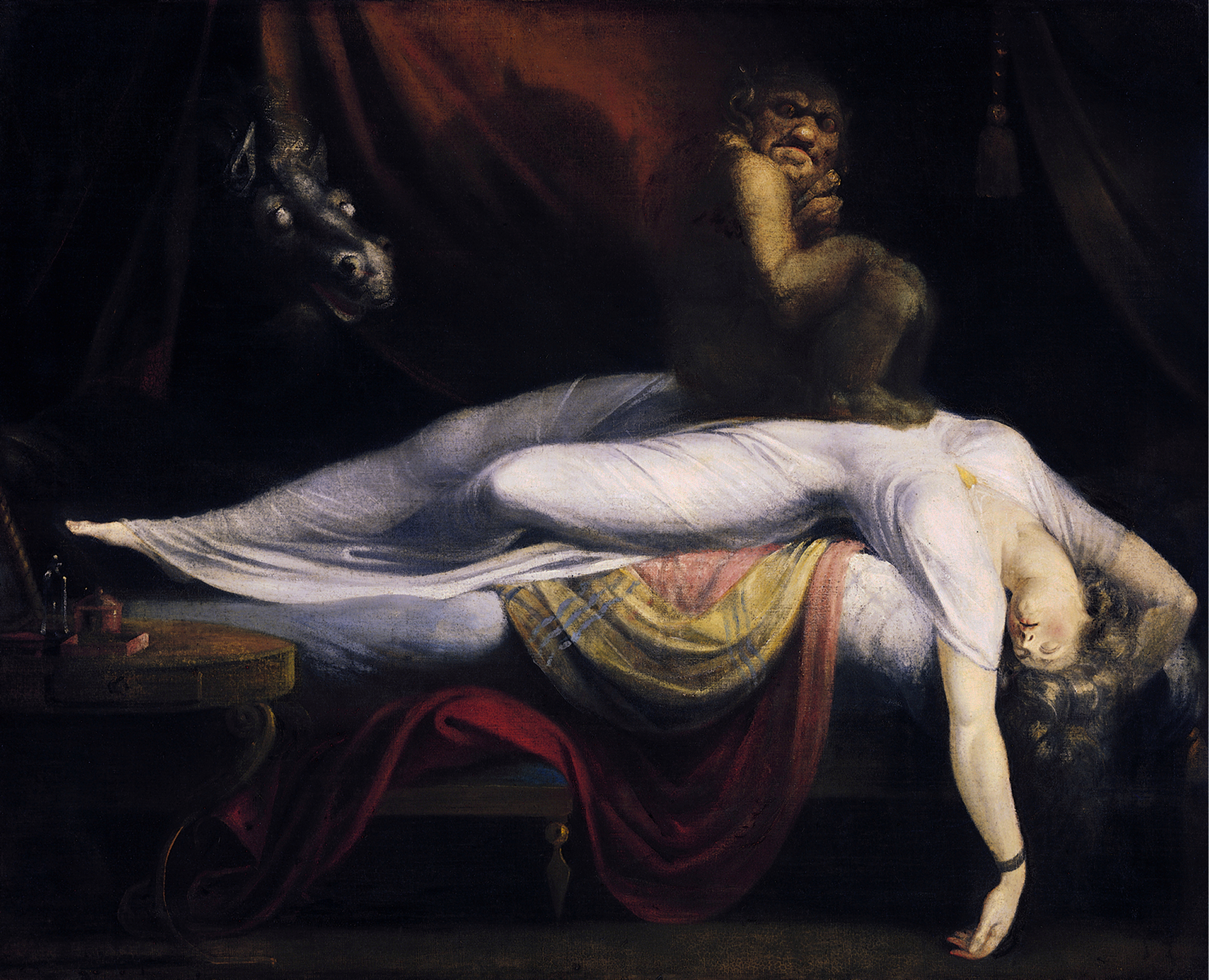
Johann Heinrich Füssli (s) : Le Cauchemar (1781).

À l'origine, le romantisme est un courant littéraire dont les œuvres vont influencer des peintres qui vont contribuer à étendre ce courant à toute une série d’arts.
En Angleterre, cette influence provient surtout d’une œuvre de James Macpherson, Poèmes d’Ossian (1760). Ce chef-d’œuvre de la littérature anglaise va enthousiasmer toute l’Europe - et notamment Goethe, Germaine de Staël, Napoléon, Ingres.
Ossian est un barde écossais du IIIe siècle dont Macpherson a retrouvé les poèmes et les a ensuite traduits en les adaptant avec une certaine liberté, comme il était courant au XVIIIe siècle.
Ingres est un peintre français qui a réalisé de grandes œuvres néoclassiques, mais c’est un peintre « charnière » qui trouvera son inspiration dans les deux courants : Le Bain Turc, 1863 (œuvre néoclassique mais inspiré d’un thème oriental : le harem).
Les peintres anglais les plus connus de cette époque sont Johann Heinrich Füssli, William Blake, Thomas Girtin et les paysagistes William Turner, John Constable, Thomas Jones et Alexander Cozens.
Suisse né à Zurich et mort à Londres, Füssli est un personnage mystique, il a d’ailleurs complété des études religieuses avant de s'adonner entièrement à la peinture. Il porte de l’intérêt au néoclassicisme mais est influencé par le romantisme naissant. Dans son œuvre, le néoclassique de la ligne (nette) se combine au romantisme de l'inspiration fantastique et légendaire.
William Blake est autant poète que peintre et graveur.
Il illustre les poèmes qu’il compose. Sa manière de faire se rapproche de celle de Füssli par son aspect fantastique et ses couleurs irréalistes. C’est un peintre dont le souffle visionnaire est influencé par le maniérisme, Michel-Ange et l’art gothique.

### L’Allemagne

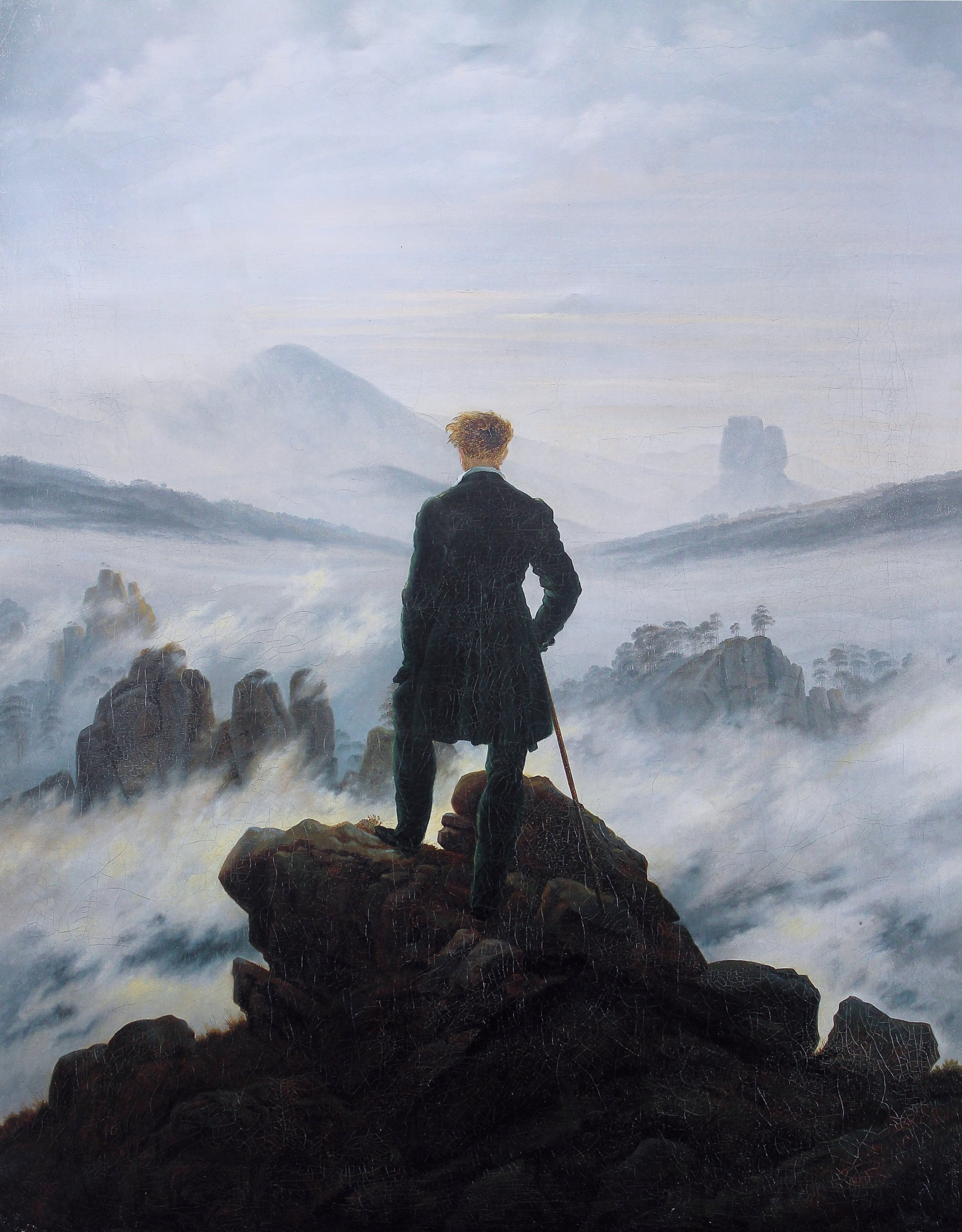
Caspar David Friedrich (s) Voyageur contemplant une mer de nuages.

L’Allemagne subit l’influence du mouvement littéraire « sturm und drang » (tempête et élan). Les adeptes de ce mouvement sont des jeunes personnes qui sont opposés au siècle des lumières. Aux idéaux universalistes, ils opposent les exigences de leur sensibilité.
Les peintres allemands importants de l’époque sont Philipp Otto Runge, Caspar David Friedrich et Karl Friedrich Schinkel. Un groupe d’artistes va aussi se développer, les Nazaréens.
Philipp Otto Runge (XVIIIe – XIXe siècles), va notamment peindre Le Grand Matin. Il est très influencé par la littérature et il aime personnifier les forces de la nature. Même si la ligne est importante pour Runge, la touche le sera aussi.
Caspar David Friedrich (XVIIIe – XIXe siècles)
Il va notamment peindre Le Retable de Tetschen en 1808; c’est une peinture mystique, qui exalte le sentiment religieux. Il est fasciné par un idéalisme magique et veut représenter l’homme face à la nature et au divin. Il mêle le sentiment individualiste et l’existence de la nature.
Karl Friedrich Schinkel (XVIIIe – XIXe siècles) est aussi un grand architecte néoclassique mais il exprime son romantisme dans sa peinture. Ses thèmes sont le Moyen Âge et une religiosité dont le sentiment est exalté par la nature (cf. la cathédrale imaginaire et le ciel ténébreux de l'illustration).
Les Nazaréens, sont un groupe d’artistes issus de l’académie de Vienne, installés à Rome et inspirés par la littérature romantique allemande. Refusant les théories classiques de Winckelmann, ils veulent revenir « au début de la peinture ». Leurs œuvres évoquent la peinture italienne du XVe siècle. Ils s’inspirent de la religion catholique et du nationalisme.

### La France

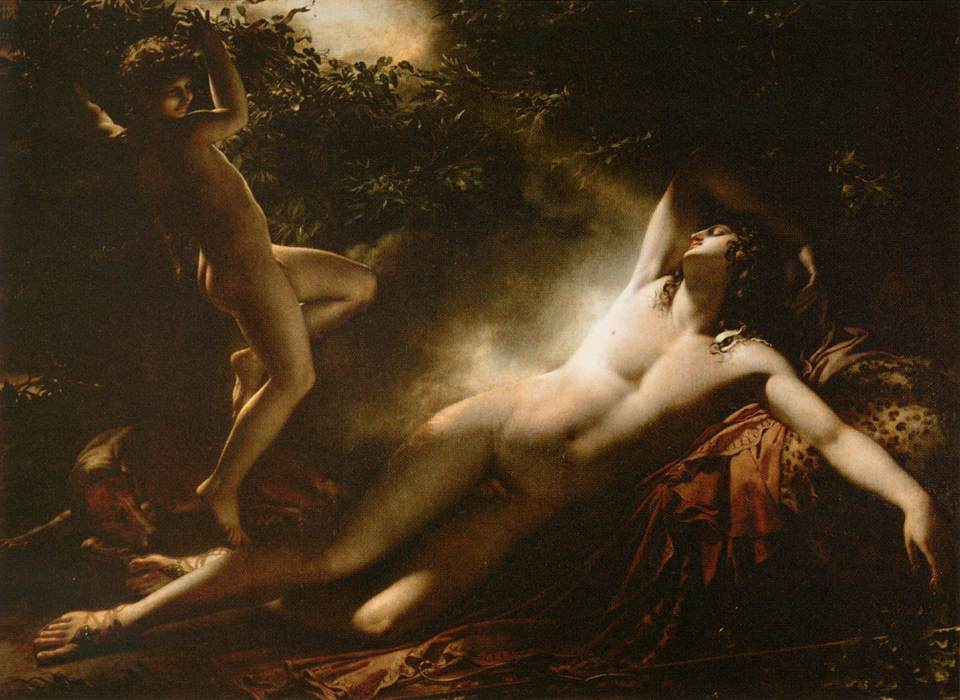
Anne-Louis Girodet, Le sommeil d'Endymion (1791), Louvre.

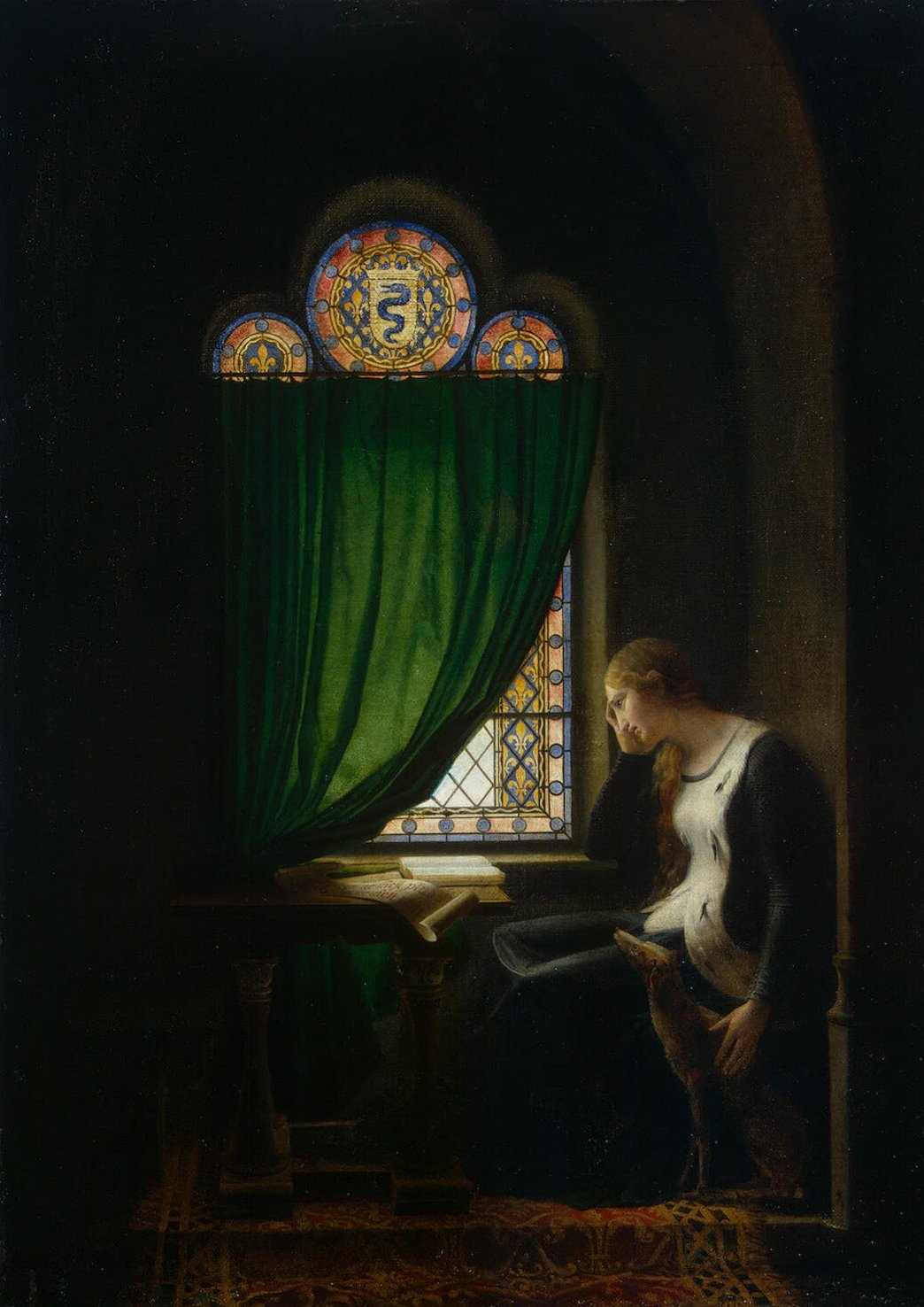
Fleury Richard, Valentine de Milan pleurant la mort de son époux (1802), musée de l'Ermitage.

Si à la fin du XVIIIe siècle l’Allemagne et l’Angleterre occupent le premier plan de la scène internationale de l’époque en matière de romantisme, ces nations ne sont pas pour autant les seules à développer cette nouvelle sensibilité artistique. La France n’est pas en reste, qui trouve son inspiration littéraire dans les écrits de Jean-Jacques Rousseau (XVIIIe siècle), madame de Staël, Pivert de Senancour, et Chateaubriand.
En 1776, préfigurant la présentation des collections de la Couronne au Louvre, le comte d'Angiviller, directeur général des Bâtiments du Roi, sur les conseils de Jean-Baptiste Marie Pierre, directeur de l’Académie royale de peinture et de sculpture, s’efforce de renouveler la peinture d'histoire par plusieurs commandes de séries et vastes compositions exaltant les gloires nationales depuis le Moyen Âge, sur des sujets "propres à ranimer la vertu et les sentiments patriotiques", confiées à de jeunes artistes tels que La mort de Du Guesclin de Nicolas Brenet de 1777, (musée du Louvre). Ce nouvel intérêt envers le Moyen-Äge dans la peinture est également précurseur des thèmes romantiques, repris ensuite dans le Style troubadour apprécié de l'impératrice Joséphine.
En 1791, Anne-Louis Girodet peint Endymion - Effet de lune dit aussi Le Sommeil d'Endymion qui s'écarte délibérément de Jacques-Louis David et annonce le Romantisme. Il fut exposé au Salon de 1793 où la critique fut mitigée. Par la suite, l’œuvre a eu le rare privilège d'être appréciée par les plus grands écrivains romantiques comme Chateaubriand, Balzac et Baudelaire, séduits par sa poésie. Peintre littéraire, Girodet s'est inspiré en 1808 d'un roman du premier pour Atala au tombeau dit aussi les Funérailles d'Atala (musée du Louvre), après avoir présenté Scène du déluge en 1806. Revenu à Paris en 1788, Pierre-Paul Prud'hon peint également des tableaux allégoriques, comme La Justice et la Vengeance Divine poursuivant le Crime en 1808 ou en 1805 le Portrait de Joséphine de Beauharnais dans un paysage de forêt de montagne.

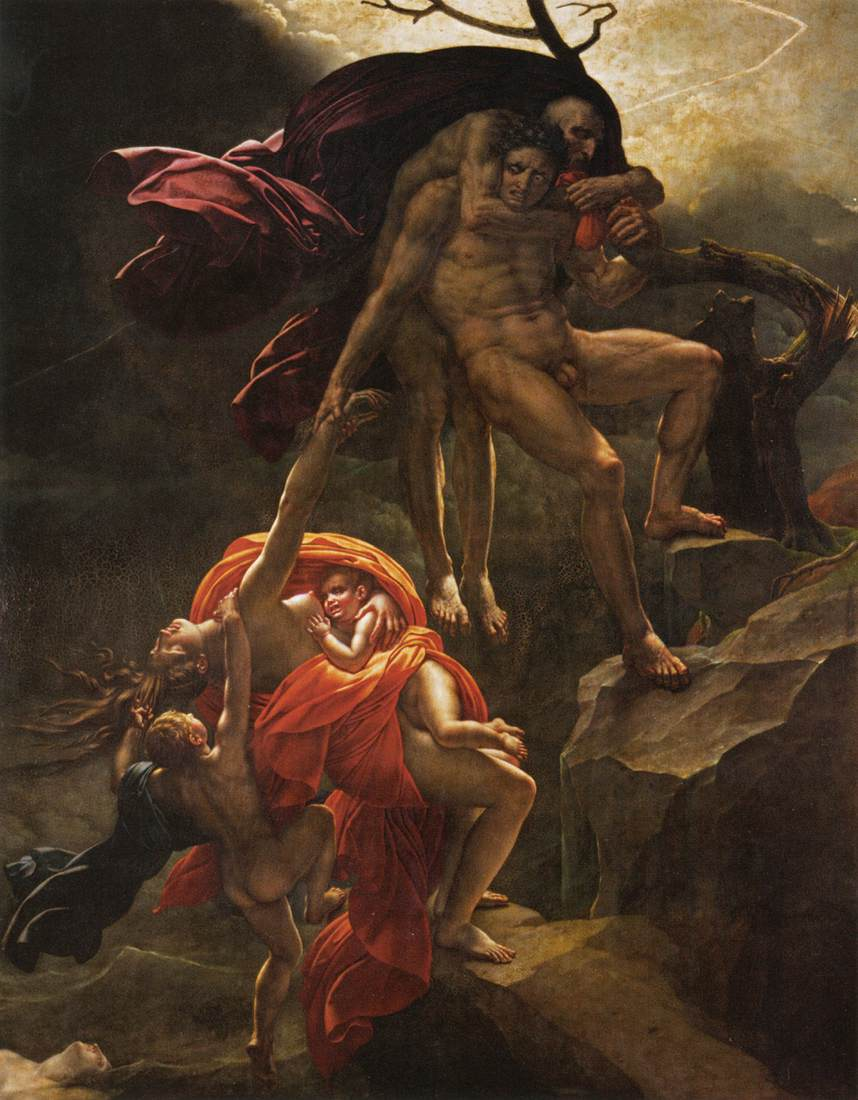
Anne-Louis Girodet, Scène du déluge (1806), Louvre.

En 1802, Fleury Richard, lui aussi élève de David, rencontre un immense succès lorsqu’il expose au Salon un tableau inspiré à l’artiste par ses visites au musée des monuments français, aménagé par Alexandre Lenoir en 1795, qui apparaît d’un genre nouveau Valentine de Milan pleurant la mort de son époux Louis d’Orléans, assassiné en 1407, par Jean, duc de Bourgogne, 1802, (musée de l’Ermitage, Saint-Pétersbourg). Le public et la critique louent le choix de ce sujet inédit emprunté au passé médiéval et l'exactitude de sa représentation d'une scène gothique. D'autres peintres se passionnent alors pour les épisodes historiques du Moyen Âge, de la Renaissance ou du XVIIe siècle et donnent naissance au Style troubadour, dont de nombreuses œuvres sont présentées aux Salons parisiens sous l’Empire (1804-1814) puis la Restauration (1814 -1830), tels que Pierre Révoil, Pierre-Nolasque Bergeret, Alexandre-Évariste Fragonard et même Ingres, notamment avec les diverses versions de son Paolo et Francesca à partir de 1814. D’importantes personnalités, comme l’impératrice Joséphine, ses enfants, la reine Hortense et le prince Eugène, ou plus tard la  duchesse de Berry, belle-fille du roi Charles X, soutiennent fortement par leurs achats cette nouvelle peinture. Ces artistes inspireront enfin la génération suivante de Théodore Géricault, Eugène Delacroix, Paul Delaroche ou Eugène Devéria, qui avec Antoine-Jean Gros, donneront à la peinture romantique française une plus grande notoriété.
Les peintres représentatifs de cette période sont notamment :
Anne-Louis Girodet (XVIIIe – XIXe siècles). Élève de Jacques Louis David il s'éloigne de son maître dans le traitement du sujet. Dans les Funérailles d'Atala (1808), il joue sur l’opposition des lumières, le romantisme et la mélancolie du sujet, la disposition des personnages et la croix lointaine.
Antoine-Jean Gros (XVIIIe – XIXe siècles). Autre élève de David, il est le chantre de l’épopée napoléonienne (Napoléon au pont d'Arcole). Sa peinture est à mi-chemin entre néoclassicisme et romantisme.

### L’Espagne

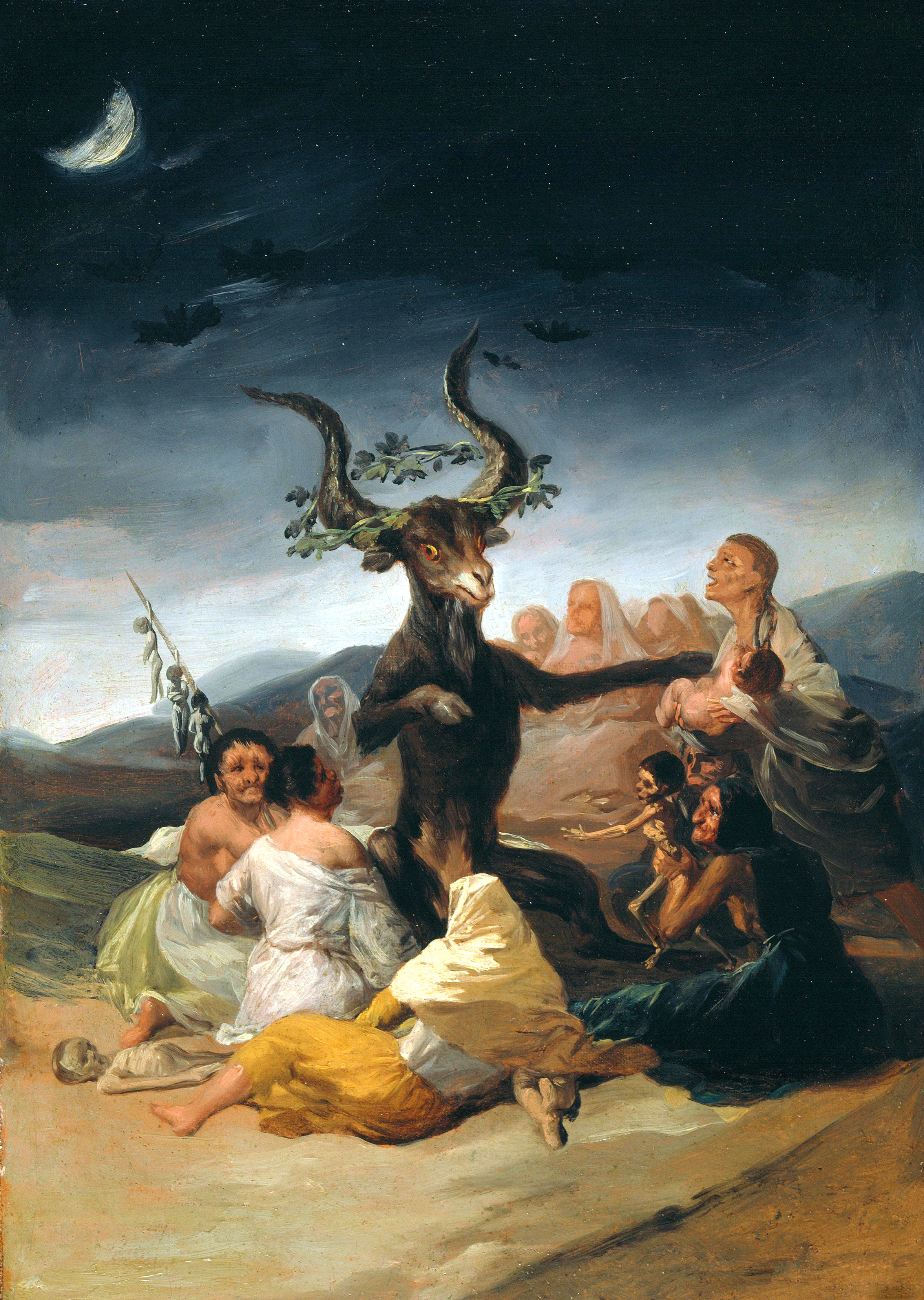
Francisco de Goya : Le Sabbat des sorcières (1798, Musée Lázaro Galdiano).

L'un des plus grands artistes du romantisme est espagnol : Francisco de Goya (1746-1828). Influencé par Vélasquez et Rembrandt, c'est l'un des peintres les plus puissants et visionnaires de l'époque. Après des débuts marqués par les goûts rococo et néo-classique, il évolue vers une facture de plus en plus libre et visible, et développe les thèmes du cauchemar et de la sorcellerie, chers au romantisme noir. Son inspiration devient particulièrement sombre et torturée à la fin de sa vie, dans ses fameuses peintures noires (1819-1823), par exemple Saturne dévorant un de ses fils. Goya exprime aussi son génie dans la gravure au burin et l'eau-forte, où il dénonce avec une très grande force l'horreur des guerres napoléoniennes et la misère humaine. Son célèbre Sommeil de la raison (1799) est ainsi devenu une icône du romantisme.
Goya aura quelques suiveurs dans son pays, tels Leonardo Alenza et Eugenio Lucas Velázquez. Cependant, dans une Espagne alors fortement afrancesada, la plupart des artistes romantiques adopteront les modèles français, du portraitiste Federico de Madrazo (La Comtesse de Vilches, 1853) au peintre d'histoire Eduardo Rosales (Isabelle la Catholique dictant son testament, 1864). C'est en suivant la veine du costumbrismo - déjà présent chez Goya - que la peinture espagnole, notamment andalouse, retrouvera plus tard une certaine originalité, faisant de Séville l'une des capitales du dernier romantisme européen.
La peinture romantique espagnole est très bien représentée dans les musées de Madrid (Musée du Prado, Musée Lázaro Galdiano, Musée du romantisme) et Séville (Musée des Beaux-Arts, Musée Bellver).

## 1820-1850 ou l’apogée du romantisme

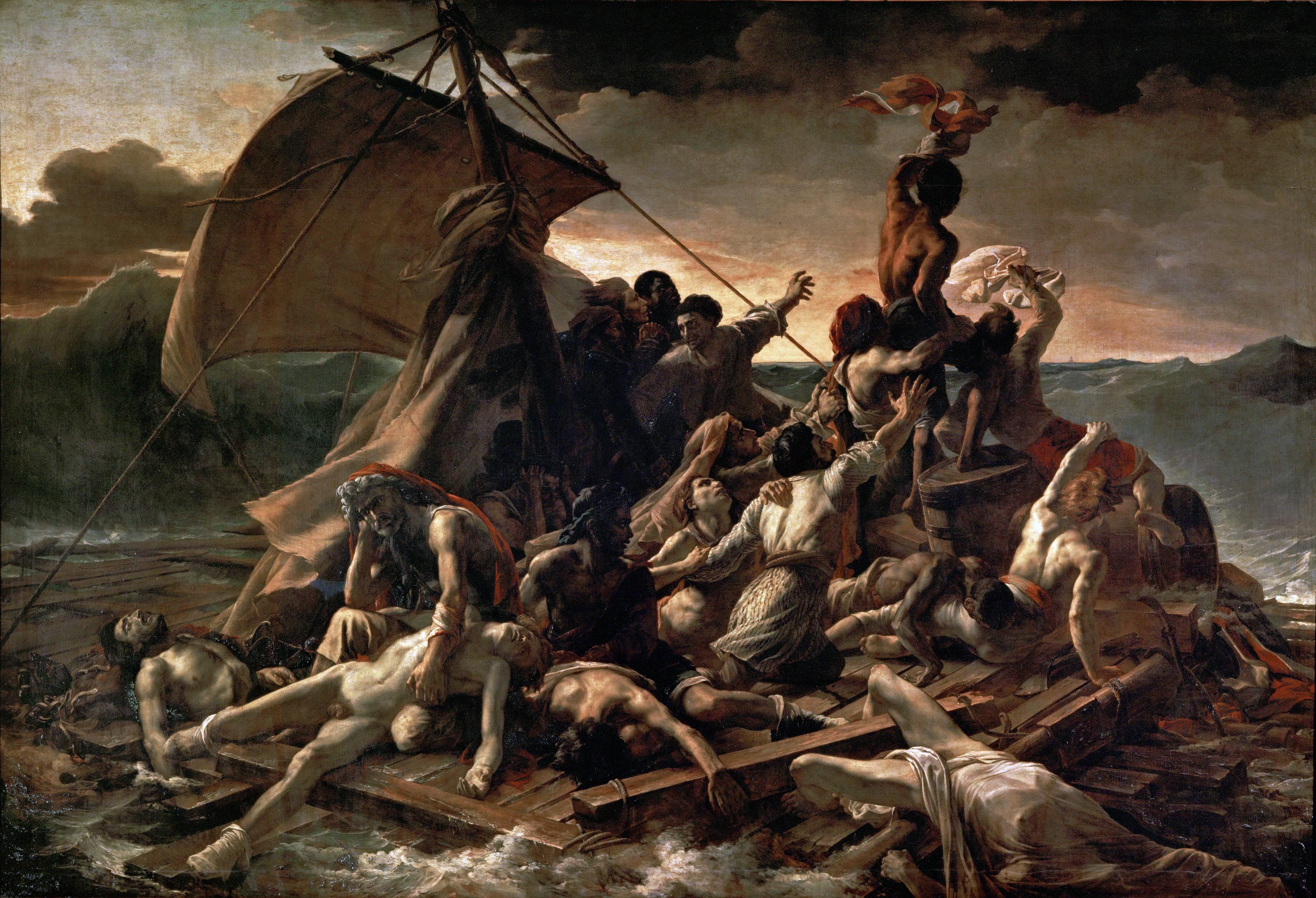
Théodore Géricault (XIXe siècle) Le Radeau de la Méduse (1819)

L’Angleterre et l’Allemagne ne sont plus les pays les plus puissants en matière de romantisme pictural à cette époque, ils cèdent la place à la France. Ce fait s’explique par la situation de tourments sociaux et politiques que connaît ce pays : au moment de la restauration, la société vit une période de crise. Félicité Robert de Lamennais, un écrivain, homme religieux et politique, va très bien qualifier le désarroi de la population : Le mal du siècle".
On trouve parmi les principaux artistes romantiques français : Eugène Delacroix, Théodore Géricault, Paul Delaroche, Eugène Devéria, Alexandre-Gabriel Decamps, Ary Scheffer, Théodore Rousseau, Antoine-Louis Barye.
L'une des œuvres les plus représentatives de ce mouvement est Le Radeau de La Méduse, réalisée par Géricault en 1818-1819.
L'artiste n’a que 28 ans quand il peint Le Radeau de La Méduse. Pour y parvenir, il fera de nombreuses esquisses vibrantes, avec des lignes fines et épaisses révélant un premier contraste, et joue sur le clair-obscur, qu'il prend de Caravage. On constate un désordre notable dans la mise en scène. Une grande diagonale de corps se prolonge vers le personnage au sommet, qui va de gauche à droite : on a une composition en contre-plongée, accompagnée d'une triangulation avec le mât du bateau.

On sent l’influence de son professeur Pierre Narcisse Guérin, mais aussi et surtout de Rubens, peintre baroque, et de Caravage, maître du clair-obscur.
Cette peinture résulte de l’évocation d’une tragédie moderne : le naufrage de la frégate La Méduse en 1816.
C’est l’évocation d’une tragédie mais aussi une vision romantique des choses : c’est un drame interne à la société qui est traduit dans cette peinture.

Pour peindre ce tableau Géricault va faire construire un radeau, il va aussi aller peindre des cadavres et interroger des survivants de la tragédie de la frégate par souci de réalisme.
Cette peinture va choquer : « c’est une peinture jetée sur les murailles avec des seaux de couleurs et des balais en guise de brosse ».

## Caractéristique de la peinture romantique

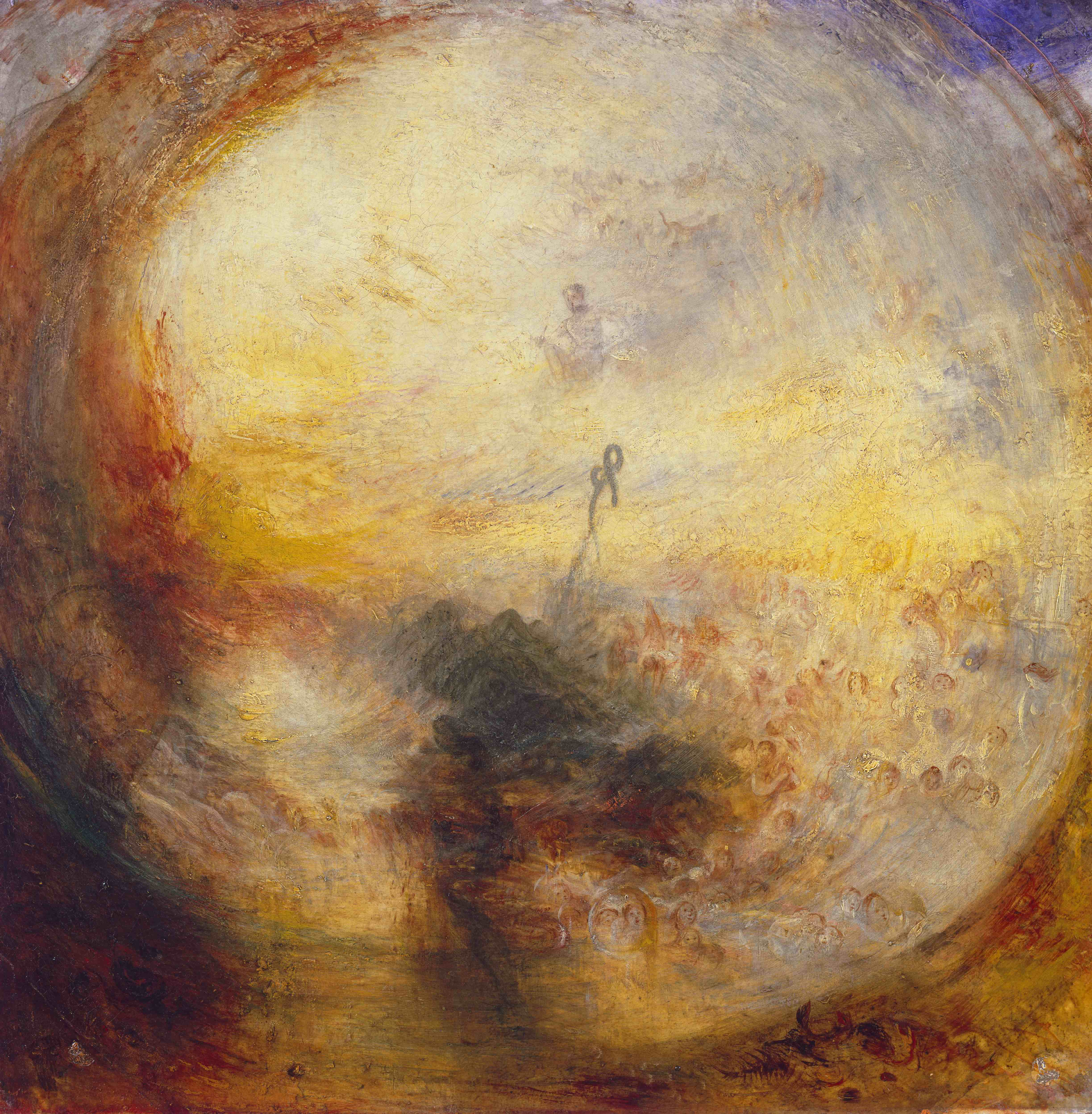
William Turner : Le Matin après le déluge (1843) - Titre complet : Lumière et couleur, le matin après le déluge, Moïse écrivant le livre de la Genèse

La première période du romantisme (1770-1820) se développe en parallèle du néoclassicisme (1760-1800) ou plutôt en opposition à ce courant. En effet, là ou le néoclassicisme prône une beauté idéale, le rationalisme, la vertu, la ligne, le culte de l’Antiquité classique et de la Méditerranée ; le romantisme s’oppose et promeut le cœur et la passion, l’irrationnel et l’imaginaire, le désordre et l’exaltation, la couleur et la touche, le culte du Moyen Âge et des mythologies de l’Europe du Nord.
Mais le romantisme ne peut pas être défini qu’en termes d’opposition, puisqu’il développe ses propres caractéristiques :

### L’individualisme, le sentimentalisme, le mysticisme
Charles Baudelaire (principalement écrivain, mais aussi critique d’art), Salon de 1846 : « Le romantisme n’est précisément ni dans le choix des sujets ni dans la vérité exacte, mais dans la manière de sentir. Pour moi, le romantisme est l’expression la plus récente, la plus actuelle du beau. [...] Qui dit romantisme, dit art moderne, c’est-à-dire intimité, spiritualité, couleur, aspiration vers l’infini, exprimés par tous les moyens que contiennent les arts ».
Il insiste sur le romantisme comme art de sentir. Chez lui, la modernité constitue un leitmotiv. On retrouve cette manière de penser chez Stendhal qui estime que le néoclassicisme est dépassé et que ce qui est moderne c’est le romantisme (donc les sentiments, la couleur mais aussi l’individualisme). Delacroix dira d’ailleurs du romantisme que c’est « la libre manifestation de ses impressions personnelles» et pour Jean-Jacques Rousseau c’est « l’art de concentrer ses sentiments autour de son cœur ».

### Le culte du Moyen Âge, des «brumes du Nord» et l’exotisme (civilisation arabe)

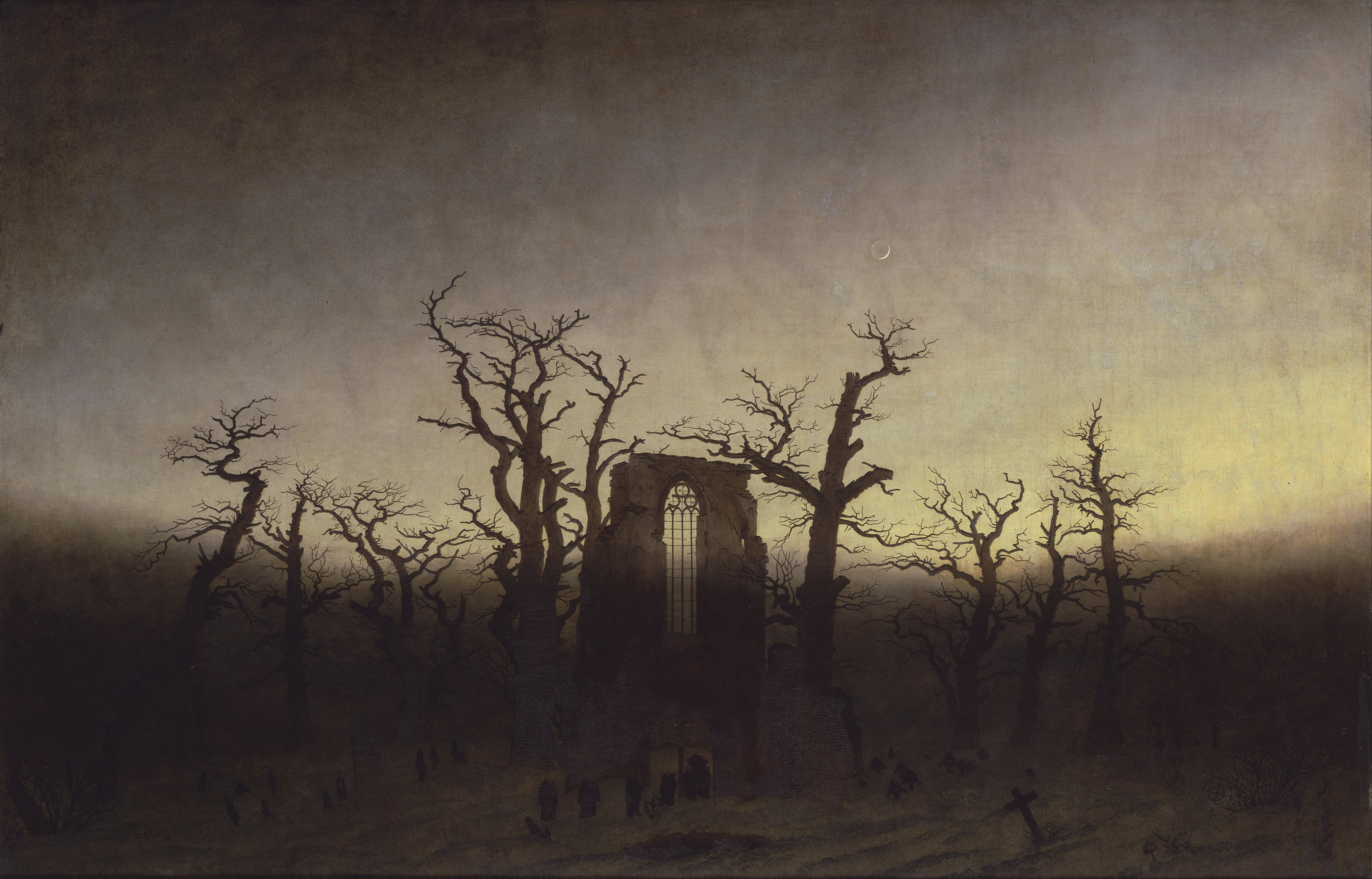
Caspar David Friedrich : L’Abbaye dans un bois (1809). Cette peinture peut être définie par les mots-clés suivants : mystique, étrange, indéfinissable, brumeux (ambiance de cimetière)…

Les romantiques sont inspirés par le Moyen-Âge et par les légendes du Nord. Ils sont aussi très attirés par l’exotisme, surtout les civilisations arabes. Il y a une volonté d’intériorité, de s’intégrer dans l’obscur.

#### Les vestiges: la nature dominante
Pour autant, l'antiquité n'est pas réfuté en totalité par les peintres, elle est même un moyen de se rapprocher vers la nature et le passé. Au cours du XVIIIe siècle, les prémices de l'archéologie se développent en Italie et en Grèce, avec la découvertes de vestiges. Ce lien avec le passé, le romantisme se l'approprie dans le cadre de la nostalgie, où la nature recouvre et domine les restes de civilisations disparues, tel une physionomie des paysages. À cet égard, Carl Gustav Carus, sous l'influence d'Alexander von Humboldt, déclare dans Neuf Lettres sur la peinture de paysage (1831), septième lettre :
« À l’aide d’une attention seulement un peu plus soutenue de la part de l’observateur, et d’un sens des formes suffisamment développé, on ne peut en effet absolument pas ignorer que les différentes grandes espèces de masses montagneuses se caractérisent par divers contours et dessins, que les montagnes originelles par exemple se distinguent par des formes abruptes et pointues, les plus basses de ces montagnes, qui ont subi l’érosion, par des croupes grandioses et onduleuses, les formations trachytiques, apparues plus tard, par des parois rocheuses et des aiguilles abruptes surgies violemment, les volcans par des sommets et des coupoles levés comme des bulles, les montagnes de transition ou sédimentaires par des crêtes s’étendant sur une grande distance et clairement transformées par les courants violents des eaux originelles. Si l’on faisait plus attention à ces caractéristiques que jusqu’à maintenant, et si l’on poussait cette physiognomonie à un certain point de perfection, on n’augmenterait pas seulement l’intérêt des voyages en montagne d’une manière significative, on ferait aussi progresser l’art de la peinture de paysage. »
Cela se perçoit dans certaines des œuvres de Joseph Mallord William Turner : Hannibal traversant les Alpes (1810-1812) ; Didon construisant Carthage ou l'Ascension de l'Empire carthaginois (1815), où l'origine mythique et l'histoire de Carthage sont illustrés, de la gloire, à sa chute.

### Le paysage romantique
La peinture de paysage prend une grande importance. L'essor du paysage est accompagné par les théories esthétiques du pittoresque et du sublime, développées en Angleterre par William Gilpin, Edmund Burke et en Allemagne par Kant et les philosophies de la nature de Schelling et Carl Gustav Carus. Edmund Burke dans Recherche philosophique sur l'origine de nos idées du sublime et du beau (1756), dit : "Le sublime est un effet produit par des spectacles que ceux-ci soient naturels, ou artificiels, qui produisent une sensation d'horreur délicieuse.". Cette idée d’horreur délicieuse est très fréquente dans les œuvres romantiques ou dites romantiques telles Œdipe et le sphinx, de Jean-Auguste-Dominique Ingres (1808-1827), où les personnages idéalisés mais épouvantables suscitent chez le spectateur ce sentiment de peur mais à la fois de sécurité dans la mesure où ils savent qu’ils ne peuvent pas être affectés par un tableau. L'abandon du classicisme allégorique, du védutisme et de la reproduction topographique de la nature laisse la place à l'imaginaire, au lointain et au sentiment de l'infini. La représentation de la nature sauvage devient le lieu de prédilection où le moi rencontre le monde extérieur. Les tourbillons des vagues tempétueuses, les cimes escarpées des montagnes et des volcans, les effets de lumière parfois irréels et fantastiques, les cieux orageux et les scènes diluviennes aux accents chaotiques ou apocalyptiques deviennent le reflet des tourments de l'âme et des perceptions hallucinatoires de l'artiste qui s'inspire parfois des grands mythes bibliques pour retranscrire ses visions (William Blake, John Martin, Francis Danby). De fortes différences individuelles s'affirment cependant. Si Friedrich opte pour des formes ciselées et cristallines baignées par une lumière froide et des irisations étranges, Turner prend le parti de dissoudre les formes de la nature dans une atmosphère de couleurs lumineuses, tandis que Constable tente de saisir la densité, l'épaisseur et la consistance des choses par un rendu pictural variant en fonction de la texture lisse, rugueuse, opaque ou fluide des surfaces peintes. En dehors de l'Europe, l'influence de Turner et Constable est sensible sur l'américain Thomas Cole, fondateur de l'Hudson River School et le paysagiste russe Ivan Aïvazovski, auteur de marines aux remarquables effets de lumière, était admiré de Turner. En France un des hauts lieux du romantisme Français fut la vallée de Royat en Auvergne où l'auberge "Ma Campagne" tenue par La Mère Gagnevin reçut les plus célèbres peintres du moment.

### Violence (intérêt pour le drame, le combat, la folie)

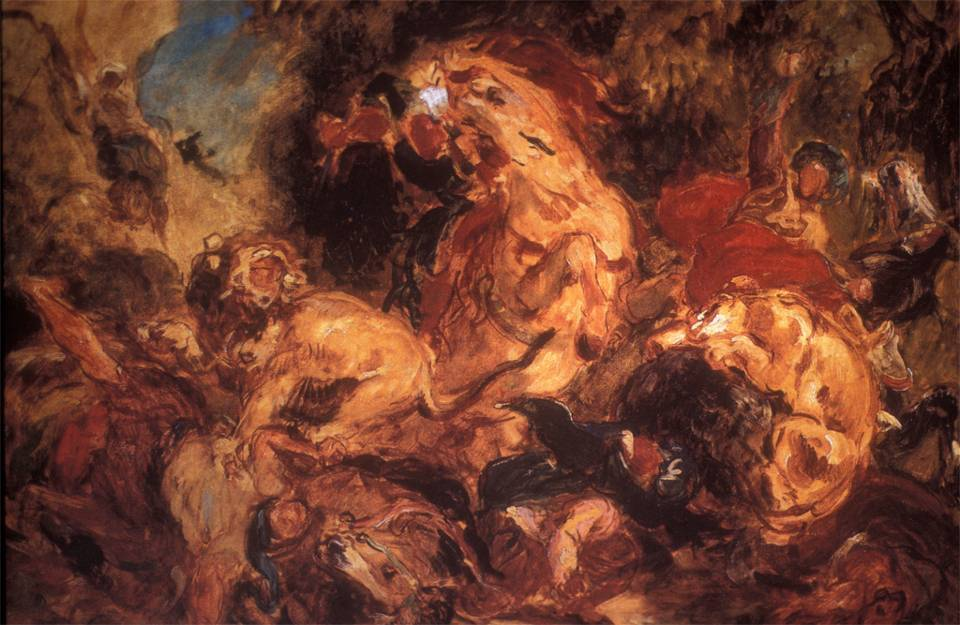
Eugène Delacroix (XIXe siècle) : Esquisse pour la chasse aux lions (1854)

Géricault a peint toute une série d’aliénés, peindre la folie le fascinait.

### Prise en charge d’idéaux politiques révolutionnaires
C’est une image de combat dans une « nuée lumineuse ». Delacroix prend fait et cause pour la liberté : il se peint dans la toile (inclusion de l’artiste dans les mouvements sociaux et politique). Cette dernière est un mélange de réalité et d’allégorie. De par son côté trouble et en mouvement, cette peinture a quelque chose de baroque.

### Un «néo-baroque» (mouvement, tension, puissance, contrastes, couleurs)
On retrouve ce néo-baroque dans le mouvement, la tension, la puissance, les contrastes et les couleurs de ces peintures.
Il y a d’ailleurs une parenté entre l'œuvre de Delacroix et celle de Rubens.